# Paradrymadusa sciadophila
Paradrymadusa sciadophila is een rechtvleugelig insect uit de familie sabelsprinkhanen (Tettigoniidae). De wetenschappelijke naam van deze soort is voor het eerst geldig gepubliceerd in 1980 door Stolyarov.